# 中尊寺ゆつこ
中尊寺 ゆつこ（ちゅうそんじ ゆつこ、英語: Yutsuko Chūsonji、本名：小林 幸子（こばやし ゆきこ）、旧姓：藤原、1962年〈昭和37年〉5月28日 - 2005年〈平成17年〉1月31日）は、日本の漫画家、エッセイスト、コメンテーター。
1990年代を中心に活躍し、「オヤジギャル」などの流行語を生んだ。

## 来歴
東京都生まれ。神奈川県横浜市出身。横浜市立岡村中学校、港南台高等学校、駒澤大学法学部政治学科卒業。
小学生の頃、谷岡ヤスジに「天才漫画少女」と称され、漫画が上手い少女としてテレビ出演。また、14歳まで少女モデルとしてCM、雑誌などで活動。所属モデルクラブは、芳村真理などを輩出した老舗クラブであった。
高校在学から大学在学時にかけて、女性ロック歌手ケイト・ブッシュの日本でのファンクラブ会長を務め、会報の編集・発行を行っていた。大学受験では1年間浪人し、横浜YMCA予備校にて難関向けクラスのP1クラスに在籍していた。大学卒業後、就職活動はせず、1987年（昭和62年）『週刊漫画アクション』と『ビジネス・ジャンプ』の新人賞を受賞（その時の佳作の同期が臼井儀人）。漫画家として活動するようになる。
1989年（平成元年）、OLを題材にした漫画『スイートスポット』を『SPA!』（扶桑社）で連載開始。同作で描かれた「オヤジギャル」は、当時の女性の「オヤジ化」現象を表した新語として話題になり、1990年の新語・流行語大賞新語部門・銅賞を受賞した。
1993年、アメリカ・ニューヨークに移住。その前後から文法書を中心に学習して、苦労して英語を習得。漫画によるアフリカ各国やアメリカのルポも手がけ、政治学科卒の知識を生かした社会派的側面と、ライフスタイルへの詳細な観察眼を併せ持った新しい境地を開拓した。
1995年、帰国。漫画や時事風刺エッセイ、テレビのコメンテーターなどとして活動。
1998年、音楽ジャーナリストの小林雅明と結婚。長女と長男がいる。
2001年、日本経済新聞夕刊にて連載「蘭子課長SOS！」を担当。連載を抱えながら世界各国を旅する。
2004年5月、在アトランタ日本総領事の招きでアメリカを訪問し、元大統領のジミー・カーターと会見。さらに外務省の招きでジョージア日米協会年次晩餐会にて英語で基調講演、ジョージア州立大学でも英語で講演。ジョージア日米協会名誉会員となる。
同年夏ごろからS状結腸癌を患い、執筆活動などをこなしながら闘病を続けていたが、2005年（平成17年）1月31日、横浜市内の病院で死去。42歳没。中尊寺の死後、彼女の母親と夫との間で、遺骨にまつわる裁判が行われ、夫側が勝訴。その後、実母の藤原七生は雑誌で手記を発表した。実父は建築家。

### 音楽活動
大学在籍中、音楽バンド『ロシアバレエ団』を結成して音楽活動を行い、1984年（昭和59年）12月にはナーチャンレコードから自主制作でソノシートのレコード「移動の民/青春は二度とやってこない」を、1986年（昭和61年）にはインディーズレーベル「ナゴムレコード」から、シングル「シンクーム」をリリースした。バレリーナ風のチュチュを着て踊りながら、音程の外れた声で歌うコミックバンド色の強いユニットだった。学生バンドだったため、大学卒業後は解散状態になってしまい、打ち込みの電子音楽を始めることを決意。
1993年2月、CDアルバム『BREATH』をポリドール からリリース。また宮沢りえなどに楽曲提供を行った。

### ペンネーム
自分が描いた作品に本名を書くと歌手の小林幸子と混同され、間違われやすいためにペンネームを名乗ったとされるが事実ではない。中尊寺の結婚前の旧姓は、藤原（ふじわら）であり、デビューは結婚前のことである。
『中尊寺ゆつこ』のペンネームは、（奥州）藤原氏から岩手県平泉の中尊寺の連想でつけた。個人事務所の名称も、中尊寺金色堂からとって、金色堂とされた。
ゆつこは、ゆきこが変じたもので、小さい頃からのニックネームであった。なお、「ゆつこ」であって促音（ゆっこ）ではなく、「Yutsuko Chusonji」という欧字表記がしばしば併記されていた。

## 受賞
- 1987年『週刊漫画アクション』新人賞
- 1987年『ビジネス・ジャンプ』新人賞
- 1990年『新語・流行語大賞』新語部門・銅賞（「オヤジギャル」）

## 作品

### 漫画
- 『お嬢だん』 双葉社 1989-94年　のちに文庫化
- 『新・お嬢だん』 双葉社 のちに文庫化
- 『スイートスポット OLゴルフ説教』 扶桑社 1989-92年 のちに文庫化
- 『プリンセス in Tokyo』 マガジンハウス 1989年
- 『お嬢品経済学』 マガジンハウス 1991年
- 『ブレス』 ダイヤモンド社 1993年
- 『ワイルドQ』 マガジンハウス 1996年
- 『マダム陰アンド陽』 主婦と生活社 1997年
- 『うらわか姫』 双葉社 1999年
- 『ハマのメリーJさん 中尊寺ゆつこファンキー名作徹底解剖 完全版』 ハマJ研究会編 ブルース・インターアクションズ 2010年

### 著作
- 『中尊寺ゆつこのスイートゴルフ』 マガジンハウス 1991年
- 『自分改造主義』 角川書店 1992年
- 『ヨノナカ関係論』 朝日新聞社 1992年
- 『ニューヨークネイバーズ』 アスペクトセレクション 1995年
- 『ウィ・アー・ジャパニーズ』 毎日新聞社 1995年
- 『ちょっとあなたはめだちすぎ』 アスキー 1998年
- 『ていうか経済ってムズカシイじゃないですか』 日本経済新聞社 2001年
- 『アフリカンネイバーズ』 木楽舎 2002年
- 『セレブ列伝』 廣済堂出版 2002年
- 『新ニューヨークネイバーズ セレブに会えるアメリカ・ガイド』 講談社 2005年
- 『やっぱり英語をしゃべりたい! 英語負け組からの華麗なる脱出法』 祥伝社 2005年　のちにちくま文庫

連載
- 「蘭子課長SOS!」2001年　日本経済新聞夕刊

### 楽曲
- 1984年12月、自主制作でソノシート・レコード『移動の民/青春は二度とやってこない』ナーチャンレコード
- 1986年、シングル『シンクーム』インディーズレーベルナゴムレコード
- 1993年2月、CDアルバム『BREATH』ポリドール POCH-1184、価格2,307円（税込）[10]
  - （1.Love Relation　2.Woman from the East　3.Breath in the Sea　4.Flowers of the World　5.Blessing　6.Love Relation）

楽曲提供
- 宮沢りえ『DON'T CALL ME BABY』作詞:中尊寺ゆつこ、作曲:Julia（1990年10月21日）[11]
- 宮沢りえ『CHANNEL'M' 』作詞:中尊寺ゆつこ、作曲:Julia（1990年10月21日）
- ウゴウゴルーガ『ふたごのチチとカカ』作詞・作曲（1992年、フジパシフィックミュージック）フジテレビ系番組「ウゴウゴルーガ」エンディングテーマ[12]

### 映像化作品
- 『お嬢だん』（1991年）
- 『スイートスポット』 （1991年）[13]